# Philipp Felber
Philipp Felber (15 de octubre de 1965) es un deportista suizo que compitió en remo. Ganó una medalla de plata en el Campeonato Mundial de Remo de 1989, en la prueba de cuatro scull ligero.

## Palmarés internacional
| Campeonato Mundial | Campeonato Mundial | Campeonato Mundial | Campeonato Mundial  |
| Año                | Lugar              | Medalla            | Prueba              |
| ------------------ | ------------------ | ------------------ | ------------------- |
| 1989               | Bled (Yugoslavia)  | Medalla de plata   | Cuatro scull ligero |